# Talisia clathrata
Talisia clathrata är en kinesträdsväxtart. Talisia clathrata ingår i släktet Talisia och familjen kinesträdsväxter.

## Underarter
Arten delas in i följande underarter:
- T. c. canescens
- T. c. clathrata